# So Far Gone
So Far Gone é um EP do cantor Drake, lançado a 15 de Setembro de 2009. Foi originalmente lançado como mixtape a 13 de Fevereiro de 2009. No entanto, devido ao sucesso da mixtape e dos dois singles, "Best I Ever Had" e "Successful", foi decidido que devia ser lançado como um álbum disponível para compra, com apenas 5 das 18 músicas da mixtape, com "Fear" e "I'm Going In" como novas faixas.
Incluí colaborações de Trey Songz, Lil Wayne, e Bun B. Os dois singles são "Best I Ever Had" and "Successful". Foi filmado um vídeo musical para "I'm Goin' In", no entanto não foi confirmado como single. O EP estreou em sexto lugar na Billboard 200 com 73,000 cópias vendidas.

## Alinhamento de faixas
| N.º            | Título                                         | Duração |  |
| 1.             | "Houstatlantavegas"                            | 4:51    |  |
| 2.             | "Successful" (com Trey Songz e Lil Wayne)      | 5:51    |  |
| 3.             | "Best I Ever Had"                              | 4:18    |  |
| 4.             | "Uptown" (com Bun B e Lil Wayne)               | 6:22    |  |
| 5.             | "I'm Going In" (feat. Lil Wayne & Young Jeezy) | 3:45    |  |
| 6.             | "The Calm"                                     | 4:04    |  |
| 7.             | "Fear"                                         | 4:42    |  |
| Duração total: | Duração total:                                 | 32:46   |  |

## Histórico de lançamento
| País           | Data                   | Formato              |
| -------------- | ---------------------- | -------------------- |
| Estados Unidos | 15 de Setembro de 2009 | CD, download digital |
| Itália         | 25 de Setembro de 2009 | CD, download digital |

## Desempenho nas tabelas musicais

### Posições
| Tabela musical (2009)                             | Melhor posição |
| ------------------------------------------------- | -------------- |
| Estados Unidos - Billboard 200                    | 6              |
| Estados Unidos - Billboard Top R&B/Hip-Hop Albums | 3              |
| Estados Unidos - Billboard Top Rap Albums         | 2              |